# Каштелойнш (Гимарайнш)
Каштелойнш (порт. Castelões) — район (фрегезия) в Португалии, входит в округ Брага. Является составной частью муниципалитета Гимарайнш. Находится в составе крупной городской агломерации Большое Минью. По старому административному делению входил в провинцию Минью. Входит в экономико-статистический субрегион Аве, который входит в Северный регион.
Население составляет 363 человека на 2001 год. Занимает площадь 3,11 км².
Покровителем района считается Иоанн Креститель (порт. São João Baptista).